# Gnamptoloma molybdias
Gnamptoloma molybdias là một loài bướm đêm trong họ Geometridae.